# Afrogarypus sulcatus
Afrogarypus sulcatus es una especie de arácnido del orden Pseudoscorpionida de la familia Geogarypidae.

## Distribución geográfica
Se encuentra en la República Democrática del Congo.